# Liste der Bergedorfer Bürgermeister
Die städtische Verwaltung Bergedorfs (der Rath) bestand wahrscheinlich seit Verleihung des lübischen Stadtrechts 1275 und der Bestätigung desselben 1305 aus zwei Bürgermeistern und zwei Rathmännern. Seit 1814 wurden nur ein Bürgermeister und zwei Rathmänner ernannt.
Die Stadt Bergedorf gehörte ab 1420 zum „beiderstädtischen“ Amt Bergedorf, seit 1868 zur Landherrenschaft Bergedorf und wurde 1938 in Hamburg eingemeindet.

## Liste
| 1437 genannt     | Johan Smid (Smyt)                                      | 1437 genannt                                           | Hartych Ilghenebel                                       |
| 1481 genannt     | Lüder Smyt                                             | 1481 genannt                                           | Reimer Lütke                                             |
| 1490 genannt     | Albert Piepenbrink                                     |                                                        |                                                          |
| 1500 genannt     | Bartelt Botmann                                        |                                                        |                                                          |
| 1537 genannt     | Claus von Loh                                          |                                                        |                                                          |
| 1544 genannt     | Albert Bothmann                                        | 1544 genannt                                           | Hans Schelhorn                                           |
| 1549 genannt     | Marx Schutte (Schütt)                                  |                                                        |                                                          |
| 1554 genannt     | Evert von Kroghe                                       |                                                        |                                                          |
| 1564 genannt     | Bartold Bothmann                                       |                                                        |                                                          |
| 1587 genannt     | Diedrich Farin                                         |                                                        |                                                          |
| vor 1600 genannt | Bartold Warneke                                        |                                                        |                                                          |
| 1600 genannt     | Harm Rosche (Roseken)                                  | 1600 genannt                                           | Hans Soltau                                              |
| 1622 genannt     | Johann Vogt                                            | 1614 – 1632                                            | Daniel Arnold                                            |
| 1624 genannt     | Michael Peters († 1659)                                |                                                        |                                                          |
|                  |                                                        | 1632 genannt                                           | Schweder Uhrbrook                                        |
| 1659 – 1664      | Claus Petersen                                         |                                                        |                                                          |
| 1664 – 1691      | Michael von Ankeln                                     | 1664 – 1672                                            | Hinrich von Münchhausen                                  |
| 1664 – 1691      | Michael von Ankeln                                     | 1672 – 1673                                            | Friedrich Eichler                                        |
| 1664 – 1691      | Michael von Ankeln                                     | 1673 – 1678                                            | Robert Lammers (oder Lambert)                            |
| 1664 – 1691      | Michael von Ankeln                                     | 1679 – 1684                                            | Hans Harmens                                             |
| 1664 – 1691      | Michael von Ankeln                                     | 1685 – 1691                                            | Johann Nordhausen                                        |
| 1692 – 1707      | Joachim Niefeldt                                       | 1692 – 1693                                            | Licentiant P. Ostermeyer (Amtsschreiber), interimistisch |
| 1692 – 1707      | Joachim Niefeldt                                       | 1693 – 1696                                            | Carsten Oelrich                                          |
| 1692 – 1707      | Joachim Niefeldt                                       | 1696 – 1699                                            | Bertram Klefftug                                         |
| 1707 – 1721      | Friedrich Nicolaus von Ankeln                          | 1699 – 1723                                            | Thomas Stenger                                           |
| 1722 – 1735      | Jürgen Selschop                                        | 1723 – 1740                                            | Diedrich Soltau                                          |
| 1735 – 1747      | Johann Gerhard Corthum                                 |                                                        |                                                          |
| 1735 – 1747      | Johann Gerhard Corthum                                 | 1740 – 1748                                            | Hinrich Daniel Lamprecht                                 |
| 1748 – 1768      | Gerhard Binder                                         | 1748 – 1765                                            | Carsten Graepel                                          |
| 1768 – 1795      | Martin Wilhelm Soltau                                  | 1766 – 1790                                            | Paul Albrecht Lamprecht                                  |
| 1768 – 1795      | Martin Wilhelm Soltau                                  | 1790 – 1792                                            | Bastian Reimers                                          |
| 1795 – 1811      | Jacob Graepel                                          | 1792 – 1805                                            | Christian Albrecht Schrödter                             |
| 1795 – 1811      | Jacob Graepel                                          | 1805 – 1809                                            | Philipp Hinrich Lamprecht                                |
| 1795 – 1811      | Jacob Graepel                                          | 1809 – 1811                                            | Arnold Friedrich Hoppe                                   |
| 1811 – 1813      | Jacob Graepel, Maire unter französischer Herrschaft    | Jacob Graepel, Maire unter französischer Herrschaft    | Jacob Graepel, Maire unter französischer Herrschaft      |
| 1813 – 1814      | Jacob Graepel                                          | 1813 – 1814                                            | Arnold Friedrich Hoppe                                   |
| 1814 – 1827      | Jacob Graepel                                          | Jacob Graepel                                          | Jacob Graepel                                            |
| 1828 – 1848      | Nicolaus Daniel Hinsche                                | Nicolaus Daniel Hinsche                                | Nicolaus Daniel Hinsche                                  |
| 1848 – 1874      | Diedrich Philipp August Lamprecht                      | Diedrich Philipp August Lamprecht                      | Diedrich Philipp August Lamprecht                        |
| 1874 – 1875      | Carl Emil Ludwig Andreas von Clausewitz                | Carl Emil Ludwig Andreas von Clausewitz                | Carl Emil Ludwig Andreas von Clausewitz                  |
| 1876 – 1881      | Heinrich Matthias Johannes Oldenburg                   | Heinrich Matthias Johannes Oldenburg                   | Heinrich Matthias Johannes Oldenburg                     |
| 1881 – 1897      | Ernst Friedrich Christian Johann Jacob Mantius         | Ernst Friedrich Christian Johann Jacob Mantius         | Ernst Friedrich Christian Johann Jacob Mantius           |
| 1898 – 1913      | Hans Martin Dorotheus Lange                            | Hans Martin Dorotheus Lange                            | Hans Martin Dorotheus Lange                              |
| 1913 – 1914      | Franz Friedrich Eduard Meyns, Ratmann, stellvertretend | Franz Friedrich Eduard Meyns, Ratmann, stellvertretend | Franz Friedrich Eduard Meyns, Ratmann, stellvertretend   |
| 1914 – 1919      | Paul Christoph Wilhelm Felix Walli                     | Paul Christoph Wilhelm Felix Walli                     | Paul Christoph Wilhelm Felix Walli                       |
| 1919 – 1931      | Wilhelm Wiesner                                        | Wilhelm Wiesner                                        | Wilhelm Wiesner                                          |
| 1931 – 1933      | Friedrich Frank                                        | Friedrich Frank                                        | Friedrich Frank                                          |
| 1933 – 1934      | Albrecht Dreves, kommissarisch                         | Albrecht Dreves, kommissarisch                         | Albrecht Dreves, kommissarisch                           |
| 1934 – 1935      | Hans Sievers, kommissarisch                            | 1934 – 1938                                            | Gustav Orzech, 2. Bürgermeister                          |
| 1935 – 1938      | Hermann (Friedrich) Matthäs                            | 1934 – 1938                                            | Gustav Orzech, 2. Bürgermeister                          |